# Boms
Boms là một đô thị ở huyện Ravensburg ở bang Baden-Württemberg thuộc nước Đức. Đô thị này có diện tích 9,56 km², dân số thời điểm 31 tháng 12 năm 2021 là 721 người.

## Địa lý
Boms giáp ranh với Bad Saulgau trong huyện Sigmaringen và Altshausen, Ebenweiler, Ebersbach-Musbach và Eichstegen ở huyện Ravensburg.
Ở Ebenweiler có khu vực bảo vệ cảnh quan chiều cao 652,4 về phía tây nam của Boms và khu vực bảo vệ cảnh quan Haldenmoos. Phần phía nam của quần thể nằm trong khu bảo tồn Altshausen-Laubbach-Fleischwangen.

## Lịch sử

### Thời cổ đại
Trong khu vực thành phố ngày nay, hai điền trang La Mã gần Glochen và ở Apsenwald đã được xây dựng.

### Thời Trung cổ và đầu thời cận đại
Boms lần đầu tiên được nhắc đến vào năm 1275 với cái tên Bams, sau đó vào năm 1353 với tên hiện tại là Boms. .

### Kể từ đầu thế kỉ 19 đến nay
Trong quá trình thế tục hóa, khu vực Altshausen trở thành một phần của Vương quốc Bayern vào năm 1806.
Do hiệp ước biên giới giữa Bayern và Württemberg năm 1810, khu vực Altshausen trở thành một phần của Vương quốc Württemberg.
Trong thời kì cải cách quận của Đức Quốc xã ở Württemberg, Boms đến quận Saulgau mở rộng vào năm 1938.
Năm 1945, Boms trở thành một phần của khu vực chiếm đóng của Pháp và do đó đến với bang Württemberg-Hohenzollern thời hậu chiến, được sát nhập vào bang Baden-Württemberg năm 1952.